# Občina Bovec
Občina Bovec je ena od občin v Republiki Sloveniji s skoraj 3.100 prebivalci in središčem v Bovcu, ki ima približno polovico njenega prebivalstva.
Občina Bovec je s 367,3 km² četrta največja občina v Sloveniji.

## Naselja in krajevne skupnosti

### Naselja
Bavšica, Bovec, Čezsoča, Kal - Koritnica, Lepena, Log Čezsoški, Log pod Mangartom, Plužna, Soča, Srpenica, Strmec na Predelu, Trenta, Žaga.

### Krajevne skupnosti
- Krajevna skupnost Bovec
- Krajevna skupnost Čezsoča
- Krajevna skupnost Kal - Koritnica
- Krajevna skupnost Log pod Mangartom
- Krajevna skupnost Soča - Trenta
- Krajevna skupnost Srpenica
- Krajevna skupnost Žaga

## Župani in podžupani
- Valter Mlekuž

## Prebivalstvo

### Jezik
Ob popisu leta 2001 je bila slovenščina materni jezik 2.896 občanom (92,2 %), hrvaščina 59 osebam (1,8 %), srbohrvaščina pa 25 osebam (0,7 %). Neznano je za 111 oseb (3,5 %).

### Vera
Ob popisu leta 2001 je bilo rimokatoličanov 1.740 (55,4 %).

## Znane osebnosti
- Stojan Pretnar (1909–1999), pravnik, profesor, akademik
- Ambrož Čopi (* 1973), dirigent in skladatelj
- Mihael Štrukelj (1851–1923), gradbenik po katerega načrtu so zgradili veliko dvorano tržaškega kolodvora
- Zorko Jelinčič (1900–1965), narodni delavec, alpinist in publicist
- Drago Černuta (* 1965), prejemnik medalje za hrabrost Slovenske vojske (Plaz Stože)
- Anton Tožbar (1835–1891), kmet, cerkovnik in gorski vodnik
- Ivan Kaus (1845–1892), rimskokatoliški duhovnik
- Ivan Ivančič (1913–1941), Tigrovec
- Oskar Hudales (1905 –1968), pisatelj, prevajalec in učitelj

## Zanimivosti
- Bovška ovca